# 潘彦磊
潘彦磊(法語：Patrick Jean Pouyanné, 1963年6月24日—) 是一位法国企业家。中文名叫潘彦磊。

## 生平
1963年出生于法国诺曼底大区，毕业于巴黎综合理工学院和国立巴黎高等矿业学校。1989年进入法国工业部，1993年成为时任法国总理爱德华·巴拉迪尔的技术顾问。1997年1月进入道达尔，2014年10月22日被任命为道达尔首席执行官兼执行委员会主席，2015年12月16日被任命为道达尔董事长兼任首席执行官。